# Szydlice

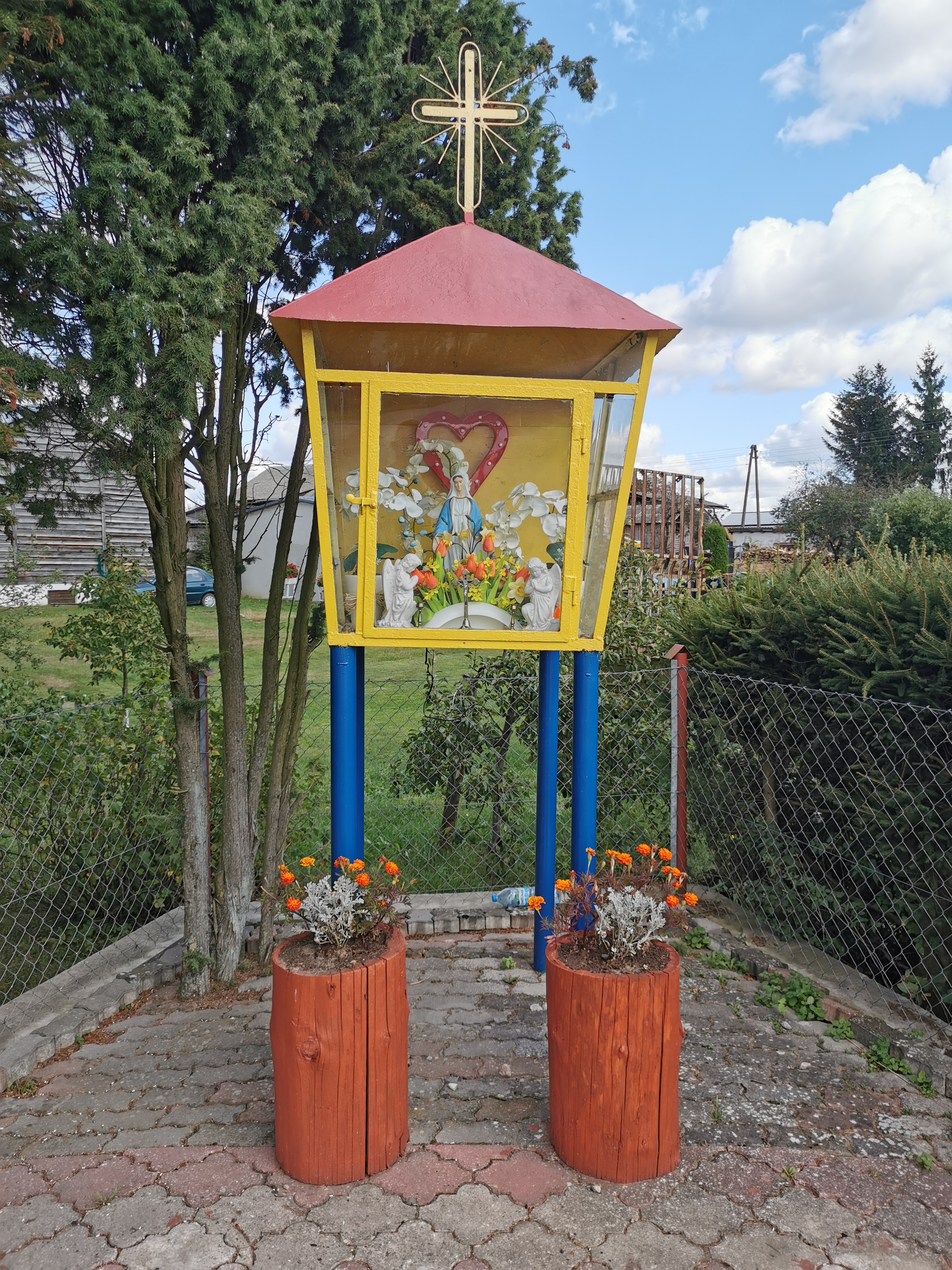
Przydrożna kapliczka we wsi Szydlice

Szydlice (niem. Heinrichsbrunn, kaszub. Szëdlëce) – wieś w Polsce położona na Pojezierzu Bytowskim, w województwie pomorskim, w powiecie bytowskim, w gminie Miastko. Wieś wchodzi w skład sołectwa Kwisno-Szydlice.
W latach 1975–1998 miejscowość administracyjnie należała do województwa słupskiego.